# Potentilla arenosa
Potentilla arenosa — вид трав'янистих рослин родини розові (Rosaceae), поширений в арктичних і субарктичних зонах Північної Америки, Європи й Азії. Етимологія: лат. arena — «пісок», лат. osus — прикметниковий суфікс.

## Опис
Це багаторічні поодинокі трави з центральним коренем. Стебла від висхідних до прямостійних, (0.3)0.8–2.5(4.5) дм, у (2)3–5 разів довші, ніж прикореневе листя. Прикореневе листя 1.5–12(20) см; черешок 1–7(15) см, містить довге волосся від рідкісного до рясного, 1–2(2.5) мм; листові фрагменти від окремих до перекритих, центральний зворотно-яйцюватий, 1–3.5(4.5) × 0.5–2(3) см, низ листя білий через волоски від білого до сірого кольору завдовжки 0.5–1.8 мм. Верхня поверхня листя темно-зеленого кольору, гола або з довгими прямим волоссям. Стеблових листків (0)1–2.
Суцвіття 1–7(15)-квіткові. Квітконіжки 1.5–5 см при квітці, до 6(10) см при плодах. Квіти радіально симетричні з 5 підчашечковими приквітками, чашолистками й пелюстками. Чашолистки 3–6(8) мм, вершини гострі. Пелюстки 4–7(10) × 4–7(9) мм. Пиляки 0.4 мм. Сім'янки 1.1 мм.

## Відтворення
Розмноження насінням, імовірно, як статеве, так і безстатеве; немає вегетативного розмноження. Квіти пристосовані до запилення комахами, але можливе безстатеве утворення насіння. Немає спеціальних пристосувань для поширення насіння.

## Поширення
Північна Америка (Ґренландія, Канада, Аляска — США); Євразія (Фенноскандія, Шпіцберген, Росія). 
Населяє скельні уступи, кам'янисті оголення, осипи з великою кількістю сонячного випромінювання, а також (рідше) сухі щебенисті або кам'янисті пустища або суглинні рівнини. Зростає на добре дренованих, змішаних або грубих субстратах з нейтральною або лужною реакцією ґрунту (рН). 